# Google Desktop
Google Desktop era un programma gratuito sviluppato da Google, una sidebar con diversi gadget personalizzabili dall'utente, con una barra di ricerca dalla quale era possibile trovare con estrema rapidità i file del computer, all'interno di archivi di formati diversi, grazie al motore di ricerca Google, che si avviava in un web server locale.
Il 14 settembre 2011 Google ha interrotto lo sviluppo di alcuni suoi prodotti, incluso Google Desktop.

## Sviluppo di Google Desktop
Google Desktop fu reso disponibile per Windows, Linux e Mac OS a partire dal settembre 2004.
La ricerca permetteva di trovare informazioni contenute in:
- messaggi di posta elettronica in Gmail o in Thunderbird
- file di testo, PDF, PostScript o pagine HTML
- documenti di Microsoft Office (compresi i messaggi contenuti nei file di posta di Outlook)
- documenti di OpenOffice.org, pagine man o pagine info
- nomi di file e di cartelle
- descrizioni e altre proprietà testuali di immagini e altri file multimediali

Google Desktop utilizzava la nota interfaccia Google per i browser, ma aggiungendo una voce per la ricerca in locale anziché su Internet, cioè sul disco rigido del PC dell'utente, precedentemente indicizzato. Per l'indicizzazione completa del contenuto di un hard disk tra i 100 e i 250 GB servivano almeno 500 MB di spazio libero su disco per la memorizzazione delle informazioni testuali; di conseguenza, la creazione dei file di indici poteva richiedere diverse ore, almeno all'inizio. Dopo una prima indicizzazione, a ogni aggiunta, modifica, rimozione o spostamento di file, il motore di ricerca Google desktop (lo stesso utilizzato dal sito di Google) esaminava i file nuovi/modificati, aggiornando l'archivio di indicizzazione in pochissimi istanti.
Il recupero delle informazioni testuali (comprese le parole all'interno di documenti e messaggi di posta elettronica o le proprietà e i commenti sui file) contenute in qualsiasi file, anche in quelli eliminati definitivamente ma già indicizzati, rappresentava il punto di forza dell'applicativo.

### La Sidebar e i Gadget
Google Desktop includeva una barra di utilità dal design accattivante che si poteva collocare a lato del desktop: la sidebar. Era ampiamente personalizzabile e permetteva di accedere a varie informazioni come notizie, meteo, borsa, posta elettronica (tramite un account Gmail), dati del sistema e moltissime altre opzioni (definite, forse impropriamente, "gadget"). La sidebar, per molti versi esteticamente invasiva, poteva essere minimizzata sulla barra delle applicazioni, oppure poteva essere rimossa completamente.

### La ricerca rapida
La barra di ricerca, poteva essere nascosta, ma Google Desktop consentiva ugualmente la ricerca sui file in qualsiasi momento tramite una combinazione di tasti (doppia pressione veloce dei tasto CTRL su Windows).

## Programmi analoghi
Dopo l'uscita di Google Desktop furono sviluppate altre applicazioni simili come:
- Windows Desktop
- Copernic Desktop search, su copernic.com.
- X1 Desktop search (50$), su x1.com.
- Doodle Linux Desktop search engine, su grothoff.org.